# Syrische Fußballnationalmannschaft
Die syrische Fußballnationalmannschaft ist die Auswahlmannschaft des Syrischen Arabischen Fußballverbandes. Bislang konnte sich die Nationalmannschaft noch nie für eine Weltmeisterschaftsendrunde qualifizieren. An Asienmeisterschaften nahm die Mannschaft siebenmal teil und kam dabei 2024 erstmals weiter.

## Geschichte
Das erste Spiel der syrischen Nationalmannschaft war zugleich das erste Pflichtspiel: In der Qualifikation zur WM 1950 unterlag man am 20. November 1949 auswärts der Türkei mit 0:7. Das erste Heimspiel – wiederum in der WM-Qualifikation, diesmal für 1958 – gegen den Sudan am 24. Mai 1957 endete 1:1. Von 1958 bis 1961 haben die Syrer in einer gemeinsamen Mannschaft mit Ägypten gespielt (siehe hierzu Vereinigte Arabische Republik).
Im Juli 2007 belegte Syrien in der FIFA-Weltrangliste den 109. Platz, innerhalb Asiens Platz 14.
Die Spielfarben der syrischen Nationalmannschaft sind Rot oder Weiß.
Sie trug bis zum Beginn des Syrischen Bürgerkrieges ihre Heimspiele meistens im Abbasiden-Stadion in Damaskus aus. Das Abbasiden-Stadion (Al-Abbasiyyin) in Damaskus fasst 45.000 Zuschauer und fungiert als Nationalstadion, obwohl auch in anderen Städten Spiele der Nationalmannschaft ausgetragen wurden.
Aufgrund des herrschenden Bürgerkriegs muss die Mannschaft seit 2011 ihre Heimspiele auf neutralem Boden austragen. So musste Syrien das WM-Qualifikationsspiel gegen Tadschikistan im Juli 2011 in der jordanischen Hauptstadt Amman austragen. Die Spiele der Qualifikation zur Asienmeisterschaft 2015 fanden in der iranischen Hauptstadt Teheran statt. Die Spiele der WM-Qualifikation 2018 trug man zunächst im Oman und danach in Malaysia aus.
Das bislang einzige Spiel gegen eine Mannschaft aus dem deutschsprachigen Raum fand im Rahmen der Olympischen Sommerspiele von 1980 in der Sowjetunion statt: In der ersten Runde des Fußballturniers unterlag Syrien der DDR mit 0:5. Gegen (Gesamt)-Deutschland, Österreich, die Schweiz, Liechtenstein oder Luxemburg haben die Syrer bislang nicht gespielt.

### Erfolge der Nationalmannschaft
Bisher gewann die A-Nationalmannschaft Syriens keinen bedeutenden Titel. Der größte Erfolg ist der Gewinn der Mittelmeerspiele 1987. Beim „Arabischen Pokal der Nationalmannschaften“ erreichte sie 1963, 1966 und 1988 den zweiten Platz.

## Teilnahmen an den Olympischen Spielen
| 1900 bis 1968       | nicht teilgenommen                                  |
| 1972 in München     | nicht qualifiziert                                  |
| 1976 in Montreal    | nicht teilgenommen                                  |
| 1980 in Moskau      | Vorrunde (qualifiziert als Nachrücker für Malaysia) |
| 1984 in Los Angeles | nicht qualifiziert                                  |
| 1988 in Seoul       | nicht qualifiziert                                  |

Nach 1988 hat die A-Nationalmannschaft nicht mehr an den Olympischen Spielen und den Qualifikationsspielen dazu teilgenommen. Eine Olympiamannschaft konnte sich bisher nicht qualifizieren.

### Syrien und die Fußballweltmeisterschaft
Syrien nahm bislang zehnmal an einer Qualifikation teil, zuerst für die WM 1950, es konnte sich bisher jedoch nie für eine WM-Endrunde qualifizieren. Erstmals sehr knapp scheiterten die Syrer in der Qualifikation zur WM 1986 in Mexiko, als es sich für die letzte Qualifikationsrunde qualifizierte, jedoch nach einem 0:0 im Hinspiel dem Irak im Rückspiel im saudi-arabischen Ta'if mit 1:3 unterlag. 2018 schaffte es die Mannschaft bis in die 4., damals vorletzte Qualifikationsrunde, und unterlag Australien nur knapp nach Verlängerung im Rückspiel.

#### Ergebnisse Syriens in den bisherigen WM-Qualifikationen
In dieser Tabelle steht H für ein Heim-, A für ein Auswärtsspiel, N für ein Spiel auf neutralem Platz.

| WM-Jahr und -Land            | Quali-Gruppe                              | Gegner                                        | Ergebnis                                                         |
| 1950 in Brasilien            | II                                        | Türkei                                        | A 0:7                                                            |
| 1954 in der Schweiz          | nicht teilgenommen                        | nicht teilgenommen                            | nicht teilgenommen                                               |
| 1958 in Schweden             | –                                         | Sudan                                         | A 0:1, H 1:1                                                     |
| 1962 in Chile                | nicht angetreten                          | nicht angetreten                              | nicht angetreten                                                 |
| 1970 in Mexiko               | nicht teilgenommen                        | nicht teilgenommen                            | nicht teilgenommen                                               |
| 1974 in der BR Deutschland   | Untergruppe B/2                           | Iran                                          | A 0:1, H 1:0                                                     |
| 1974 in der BR Deutschland   | Untergruppe B/2                           | Nordkorea                                     | H 2:1, A 2:0                                                     |
| 1974 in der BR Deutschland   | Untergruppe B/2                           | Kuwait                                        | H 2:1, A 2:0                                                     |
| 1978 in Argentinien          | Gruppe 3                                  | Iran                                          | A 0:2, H 0:2                                                     |
| 1978 in Argentinien          | Gruppe 3                                  | Saudi-Arabien                                 | A 0:2, H 2:1                                                     |
| 1982 in Spanien              | Gruppe 2 (Turnier in Saudi-Arabien)       | Bahrain                                       | 0:1                                                              |
| 1982 in Spanien              | Gruppe 2 (Turnier in Saudi-Arabien)       | Saudi-Arabien                                 | 0:2                                                              |
| 1982 in Spanien              | Gruppe 2 (Turnier in Saudi-Arabien)       | Katar                                         | 1:2                                                              |
| 1982 in Spanien              | Gruppe 2 (Turnier in Saudi-Arabien)       | Irak                                          | 1:2                                                              |
| 1986 in Mexiko               | Untergruppe 2A                            | Kuwait                                        | H 1:0, A 0:0                                                     |
| 1986 in Mexiko               | Untergruppe 2A                            | Nordjemen                                     | A 1:1, H 1:0                                                     |
| 1986 in Mexiko               | 2. Runde                                  | Bahrain                                       | A 1:1, H 1:0                                                     |
| 1986 in Mexiko               | Endrunde                                  | Irak                                          | H 0:0, A 1:3 (in Taif)                                           |
| 1990 in Italien              | Gruppe 2                                  | Saudi-Arabien                                 | A 4:5, H 0:0                                                     |
| 1990 in Italien              | Gruppe 2                                  | Jemen                                         | H 2:0, A 1:0                                                     |
| 1994 in den USA              | Gruppe B (Turniere im Iran und Syrien)    | Iran                                          | 1:1, 1:1                                                         |
| 1994 in den USA              | Gruppe B (Turniere im Iran und Syrien)    | Oman                                          | 0:0, 2:1                                                         |
| 1994 in den USA              | Gruppe B (Turniere im Iran und Syrien)    | Taiwan                                        | 2:0, 8:1                                                         |
| 1998 in Frankreich           | Gruppe 2 (Turniere in Syrien und im Iran) | Iran                                          | 0:1, 2:2                                                         |
| 1998 in Frankreich           | Gruppe 2 (Turniere in Syrien und im Iran) | Kirgisistan                                   | 1:2                                                              |
| 1998 in Frankreich           | Gruppe 2 (Turniere in Syrien und im Iran) | Malediven                                     | 12:0, 12:0                                                       |
| 2002 in Japan und Südkorea   | Gruppe 1                                  | Oman                                          | H 0:2, A 3:3                                                     |
| 2002 in Japan und Südkorea   | Gruppe 1                                  | Laos                                          | H 11:0, A 9:0                                                    |
| 2002 in Japan und Südkorea   | Gruppe 1                                  | Philippinen                                   | H 12:0, A 5:1                                                    |
| 2006 in Deutschland          | Gruppe 6                                  | Bahrain                                       | H 2:2, A 1:2                                                     |
| 2006 in Deutschland          | Gruppe 6                                  | Kirgisistan                                   | H 0:1, A 1:1                                                     |
| 2006 in Deutschland          | Gruppe 6                                  | Tadschikistan                                 | H 2:1, A 1:0                                                     |
| 2010 in Südafrika            | 1. Runde                                  | Afghanistan                                   | H 3:0, A 2:1 (in Duschanbe)                                      |
| 2010 in Südafrika            | 2. Runde                                  | Indonesien                                    | A 4:1, H 7:0                                                     |
|                              | 3. Runde                                  | Iran Vereinigte Arabische Emirate Kuwait      | A 0:0, H 0:2 H 1:1, A 3:1 H 1:0, A 2:4                           |
| 2014 in Brasilien            | 2. Runde                                  | Tadschikistan                                 | N 2:1, A 4:0                                                     |
| 2018 in Russland             | 2. Runde                                  | Afghanistan Japan Kambodscha Singapur         | N 6:0, N 5:2 N 0:3, A 0:5 A 6:0, N 6:0 N 1:0, A 2:1              |
|                              | 3. Runde                                  | Iran Südkorea Usbekistan China Katar          | N 0:0, A 2:2 N 0:0, A 0:1 A 0:1, N 1:0 A 1:0, N 2:2 A 0:1, N 3:1 |
|                              | 4. Runde                                  | Australien                                    | N 1:1, A 1:2 n. V.                                               |
| 2022 in Katar                | 2. Runde                                  | China Philippinen Malediven Guam              | N 2:1, N 1:3 A 5:2, N 1:0 N 2:1, A 4:0 N 4:0, N 3:0              |
|                              | 3. Runde                                  | Iran Südkorea Ver. Arab. Emirate Irak Libanon | A 0:1, N 0:3 A 1:2, N 0:2 N 1:1, A 0:2 A 1:1, A 1:1 A 2:3, A 3:0 |
| 2026 in Kananda, Mexiko, USA | 2. Runde                                  | Nordkorea Japan Myanmar                       | N 1:0, N 0:1 N 0:5, A 0:5 A 1:1, N 7:0                           |
| Anmerkungen: 1. 2. 3.        |                                           |                                               |                                                                  |

### Syrien und die Asienmeisterschaft
Erstmals nahm Syrien 1972 an der Qualifikation für die Asienmeisterschaft teil, damals scheiterte man an Kuwait. Für die Kontinentalmeisterschaft in Asien konnten sich die Syrer erstmals 1980 qualifizieren, insgesamt siebenmal, sie kamen jedoch die ersten sechsmal nicht über die Vorrunde hinaus. Das Weiterkommen gelang erstmals 2024.
- Fußball-Asienmeisterschaft 1972 – nicht qualifiziert
- Fußball-Asienmeisterschaft 1976 – zurückgezogen
- Fußball-Asienmeisterschaft 1980 – Vorrunde
- Fußball-Asienmeisterschaft 1984 – Vorrunde
- Fußball-Asienmeisterschaft 1988 – Vorrunde
- Fußball-Asienmeisterschaft 1992 – nicht qualifiziert
- Fußball-Asienmeisterschaft 1996 – Vorrunde
- Fußball-Asienmeisterschaft 2000 – nicht qualifiziert
- Fußball-Asienmeisterschaft 2004 – nicht qualifiziert
- Fußball-Asienmeisterschaft 2007 – nicht qualifiziert
- Fußball-Asienmeisterschaft 2011 – Vorrunde
- Fußball-Asienmeisterschaft 2015 – nicht qualifiziert
- Fußball-Asienmeisterschaft 2019 – Vorrunde
- Fußball-Asienmeisterschaft 2024 – Achtelfinale

### Syrien und die Westasienmeisterschaft
Beim Turnier des Westasiatischen Fußballverbands, das seit 2000 sechsmal stattgefunden hat, erreichte Syrien dreimal das Finale, musste sich jedoch zweimal dem Iran geschlagen geben (2000: 0:1, 2004: 1:4). Der erste Gewinn dieses Wettbewerbs gelang daher erst im Jahre 2012. Beim Wettbewerb im eigenen Land 2002 erreichte man den vierten Platz, im Jahre 2007 wurde nochmal der Einzug ins Halbfinale.
- 2000 – 2. Platz
- 2002 – 4. Platz
- 2004 – 2. Platz
- 2007 – Halbfinale
- 2008 – Halbfinale
- 2010 – Vorrunde
- 2012 – Sieger
- 2013 – keine Teilnahme
- 2019 – Vorrunde

## Trainer (unvollständig)
- Bill Asprey (1980–1982)
- Anatoli Azarenkov (1986–1990)
- Anatoli Azarenkov (1992)
- Yuri Kurnenin (1996)
- Jalal Talebi (1997–1998)
- Jalal Talebi (2001–2002)
- Janusz Wójcik (2003)
- Fajr Ibrahim (2006–2008)
- Fajr Ibrahim (2008–2010)
- Ayman Hakeem (2010)
- Ratomir Dujković (2010)
- Valeriu Tița (2010–2011)
- Nizar Mahrous (2011)
- Hussam al-Sayed (2012–2013)
- Ahmad al-Shaar (2014)
- Muhannad al-Fakeer (2014–2015)
- Fajr Ibrahim (2015–2016)
- Ayman Hakeem (2016–2017)
- Bernd Stange (2018–2019)
- Fajr Ibrahim (2019)
- Nabil Maaloul (2020–2021)
- Nizar Mahrous (2021)
- Valeriu Tița (2021–2022)
- Ghassan Maatouk (2022)
- Hussam al-Sayed (2022–2023)
- Héctor Cúper (2023–2024)
- José Lana (seit 2024)